# Lichtentanne (Heinersreuth)
Lichtentanne ist ein Gemeindeteil von Heinersreuth im oberfränkischen Landkreis Bayreuth in Bayern. Lichtentanne liegt in der Gemarkung Altenplos.

## Geografie
Der Weiler liegt links des Roten Mains an der Bundesstraße 85, die nach Altenplos (0,8 km südöstlich) bzw. nach Aichen verläuft (0,8 km nördlich).

## Geschichte
Gegen Ende des 18. Jahrhunderts bestand Lichtentanne aus zwei Anwesen. Die Hochgerichtsbarkeit stand dem bayreuthischen Stadtvogteiamt Bayreuth zu. Die Hofkanzlei Bayreuth war Grundherr der beiden Halbgüter.
Von 1797 bis 1810 unterstand der Ort dem Justiz- und Kammeramt Bayreuth. Mit dem Gemeindeedikt wurde Lichtentanne dem 1812 gebildeten Steuerdistrikt Altenplos und der im gleichen Jahr gebildeten Ruralgemeinde Aichen zugewiesen. Mit dem Gemeindeedikt von 1818 erfolgte die Eingemeindung nach Altdrossenfeld. Am 1. Mai 1978 wurde Lichtentanne im Zuge der Gebietsreform in Bayern nach Heinersreuth eingemeindet.

### Einwohnerentwicklung
| Jahr      | 001819 | 001822 | 001861 | 001871 | 001885 | 001900 | 001925 | 001950 | 001961 | 001970 | 001987 |
| Einwohner | 12     | 16     | 13     | 8      | 4      | 10     | 5      | 11     | 14     | 19     | 13     |
| Häuser    |        | 2      |        |        | 2      | 1      | 1      | 2      | 3      |        | 3      |
| Quelle    | [ 9 ]  | [ 6 ]  | [ 10 ] | [ 11 ] | [ 12 ] | [ 13 ] | [ 14 ] | [ 15 ] | [ 16 ] | [ 17 ] | [ 1 ]  |

## Religion
Lichtentanne ist evangelisch-lutherisch geprägt und nach Dreifaltigkeitskirche (Neudrossenfeld) gepfarrt.